# Апухтин, Дмитрий Александрович
Дми́трий Алекса́ндрович Апу́хтин (укр. Дмитро Олександрович Апухтін; 1 апреля 1977, Запорожье — 12 марта 2022, Мариуполь) — украинский военнослужащий, полковник, заместитель командира 23-й отдельной бригады охраны общественного порядка «Хортица» Национальной гвардии Украины, участник российско-украинской войны, погибший во время российского вторжения в Украину в 2022 году. Герой Украины (25 марта 2022, посмертно).

## Биография
Выпускник Национальной академии Национальной гвардии Украины (2018, магистр).
В 2014 году в составе сводного отряда подразделений Национальной гвардии Украины Дмитрий Апухтин выполнял боевые и специальные задачи в районе проведения антитеррористической операции по оказанию помощи Государственной пограничной службе Украины в охране государственной границы в Донецкой области, где проявил себя преданным делу по защите территориальной целостности Украины.
С 2014 года неоднократно принимал участие в АТО, выполнении боевых и специальных задач в районе проведения операции Объединённых сил.
Возглавлял сводные подразделения Национальной гвардии Украины в составе соответствующих группировок Объединённых сил.
С декабря 2021 года возглавлял батальонную группу Южного ОТО группировки НГУ в ОТУ «Восток» в районе проведения операции Объединённых сил.
В 23-й отдельной бригаде охраны общественного порядка НГУ проходил службу в должности заместителя командира бригады за последние три года. На новое место службы перешёл из 9-го полка оперативного назначения НГУ (в/ч 3029), который также дислоцируется в Запорожье. Его общий военный стаж — 25 лет.

## Бои за Мариуполь
3 марта 2022 года при участии полковника Дмитрий Апухтин была уничтожена одна единица бронированной техники россиян.
5 марта 2022 года российские войска снова пытался прорвать оборону и пройти в город Мариуполь, между военнослужащими и россиянами завязался бой, во время боя были уничтожены две единицы бронированной техники и около 20 российских военнослужащих.
10 марта 2022 года, во время выполнения боевого задания по организации обороны и недопущения продвижения российских сил в Мариуполь, личным составом под командование полковника Апухтина было остановлено движение механизированной колонны, а именно: два БМП-2 и живая сила.
Скончался 12 марта 2022 года, на блокпосту северной окраине города Мариуполя, руководя действиями личного состава.

## Награды
- Звание «Герой Украины» с удостоением ордена «Золотая Звезда» (25 марта 2022, посмертно) — за личное мужество и героизм, проявленные в защите государственного суверенитета и территориальной целостности Украины, верность военной присяге[5].
- Награда Президента Украины За участие в антитеррористической операции (2016)[6].

## Память
В городе Запорожье, решением Запорожского городского совета, улица Александра Матросова переименована в улицу Дмитрия Апухтина.
12 марта 2024 года в городе Запорожье установлена мемориальная доска Дмитрию Апухтину.